# Sona nyelv
A sona nyelv (fonetikusan: [ˈʃonɒ]; saját megnevezése: csiSona [tʃiʃona]) egy bantu nyelv, amelyet a Zimbabwe és Mozambik területén élő sonák beszélnek. A megnevezést többféleképpen használják az összes sona nyelv (beleértve a zezuru, a manyika, a korekore, a karanga, vagy ndau) együttes leírására, vagy a 20. század közepén megalkotott egységes sona nyelv megnevezésére. A tágabb megnevezést beleértve a nyelvet több mint 14 millióan beszélik.
A történelmileg rokon nyelvek nagyobb csoportjába – amelyet a nyelvészek sona nyelveknek neveznek – beletartozik a ndau (keleti sona) és a kalanga (nyugati sona) nyelv is. Guthrie rendszerében az S.10 zóna a sona nyelveket jelöli a bantu nyelvek között. 
A sona nyelv Zimbabwe egyik hivatalos nyelve.:16.o Ezen kívül elsősorban még Mozambikban, Zambiában és Botswanában használatos természetes nyelv. Hangrendszerére jellemző a „zv” és „sv” betűkapcsolatokkal írt zöngés és zöngétlen fütyülésszerű fonéma.

## Hasonló nyelvek
A sona nyelv közeli rokonságban áll a ndau, kalanga, valamint a tonga, cseva, tumbuka, tsonga és venda nyelvekkel.
Az ndau és a kalanga a sona korábbi nyelvjárásai, de 2013-ban elismerték őket önálló nyelvekként, mert nyelvtanuk nagyon különbözik a korekore és a zezuru nyelvváltozatoktól. A sona nyelv továbbá hasonlóságot mutat a szuahéli és a cvána nyelvekkel is.

## Oktatása
A sona egy írott nyelv, helyesírással és nyelvtannal, amelyet a 20. század elején kezdtek el megalkotni, és az 1950-es években rögzítettek. Az 1920-as években a rodéziai közigazgatás szembesült azzal a kihívással, hogy tankönyveket és egyéb anyagokat készítsen a különböző helyi nyelvekhez és nyelvjárásokhoz, a feladat elvégzésére Clement Doke dél-afrikai nyelvészt kérték fel. A nyelvet ma egy- és kétnyelvű szótárakon keresztül tanítják (főleg sona – angol).
Az első sona nyelvű regény, Solomon Mutswairo Feso című könyve 1957-ben jelent meg. Ezt követően több száz regény, novellagyűjtemény és verseskötet jelent meg sona nyelven. Tanítják az iskolákban, de az első néhány osztály után nem ez az általános oktatás fő nyelve a sona nyelvtanon és irodalomon kívül más tantárgyakban.

## Nyelvváltozatok
A középső sona nyelvjárási kontinuum változatainak és alváltozatainak utolsó vizsgálatát Clement Doke végezte 1930-ban, így a minősítés már nem megbízható, óvatosan kell kezelni.
Az Ethnologue információi szerint:
- S14 karanga (csikaranga). Zimbabwe déli részén, Masvingo városának közelében és Midlands tartományban is beszélik, leginkább Gutu, Masvingo, Mberengwa és Zvishavane körzetekben. Vannak, akik vhitori-nak nevezik.  A nyelvjárás kisebb változatai: duma, jena, mhari (mari), ngova, venda (a név ellenére nem azonos a venda nyelvvel), govera.
- S12 zezuru (csizezuru, bazezuru, bazuzura, mazizuru, vazezuru, wazezuru). Mashonaland tartományban, Kelet- és Közép-Zimbabwéban, Harare közelében beszélik. A sona irodalmi nyelv a zezurun alapul, és ez más rokon nyelvek hanyatlásához és lehetséges eltűnéséhez vezetett, amelyeket ma csak „sona dialektusoknak” neveznek.  Alnyelvjárások: sawasha, gova, mbire, tsunga, kachikwakwa, harava, nohwe, ndzsandzsa, nobvu, kwazvimba (zvimba).
- S11 korekore (északi-sona nyelv, goba, gova, szangwe). Észak-Zimbabwéban, Mvurwi-ban, Bindura-ban, Mount Darwin városában, Guruve-ban, Chiweshe-ben, Centenary városában beszélik.  Alnyelvjárások: gova, tande, tavara, nyongwe, pfunde, szangve.

A közép-sona nyelvvel részlegesen érthető nyelvek, amelyek beszélőit etnikailag sonának tekintik, az S15 ndau nyelv, amelyet Mozambikban és Zimbabwéban beszélnek, és az S13 manyika nyelv, amelyet Kelet-Zimbabwéban, Mutare közelében, pontosabban, Csipinge közelében beszélnek. A ndau nyelv tanításához szükséges anyagokat bevezették az általános iskolai oktatásba. Jouni Filip Maho 2009-es kutatásai alapján elismeri a korekore, zezuru, manyika, karanga és a ndau nyelveket, mint különálló nyelveket a sona nyelveken belül.

## Hangtan

A wikipédia logója sona nyelven.

A sona nyelvben csak nyitott szótagok találhatóak. A mássalhangzók a következő szótaghoz tartoznak, például a mangwanani ("reggel") szótagolása: [ma.ŋɡ wa.na.ni]; Zimbabwe [zi.mba.ɓwe]. A sona helyesírás nagyrészt fonetikus, az egyes nyelvjárások helyesírása csak kissé eltérő a kiejtés vagy nyelvtani különbségek szempontjából. A nyelvben két hangsúly létezik: magas és mély hang, de ezeket a szabványos helyesírás nem jelöli.

### Magánhangzók
A sona nyelvben csupán 5 magánhangzó van: [a - magyarul néhány esetben á-nak ejtjük - e, i, o, u]. Hasonló rendszerek a világ számos nyelvében előfordulnak. Minden magánhangzót külön-külön ejtenek, még akkor is, ha egymás után esnek. Például az Unoenda kupi? ("Hová mész?") kiejtése [u.no.e.nda.ku.pi].

### Mássalhangzók
A sona nyelv mássalhangzói:
|                          |                  | bilabiális | labio- dentális | alveoláris | alveoláris | palatális | veláris | glottális |
| egyszerű                 | fütyült          | bilabiális | labio- dentális |            |            | palatális | veláris | glottális |
| ------------------------ | ---------------- | ---------- | --------------- | ---------- | ---------- | --------- | ------- | --------- |
| plozíva                  | hangtalan        | p          |                 | t          |            |           | k       |           |
| plozíva                  | lehelt (suttogó) | b̤          |                 | d̤          |            |           | ɡ̤       |           |
| plozíva                  | implozív         | ɓ          |                 | ɗ          |            |           |         |           |
| plozíva                  | előnazalizált    | ᵐb         |                 | ⁿd         |            |           | ᵑɡ      |           |
| zár-rés hang (affrikáta) | hangtalan        |            | p͡f              | t͡s         | t͡sᶲ        | t͡ʃ        |         |           |
| zár-rés hang (affrikáta) | lehelt           |            | b͡v̤              | d͡z̤         | d͡z̤ᵝ        | d͡ʒ̤        |         |           |
| zár-rés hang (affrikáta) | előnazalizált    |            |                 |            |            | ⁿd͡ʒ̤       |         |           |
| réshang (frikatíva)      | hangtalan        |            | f               | s          | sᶲ         | ʃ         |         |           |
| réshang (frikatíva)      | lehelt           |            | v̤               | z̤          | z̤ᵝ         | ʒ̤         |         | ɦ         |
| réshang (frikatíva)      | előnazalizált    |            |                 | ⁿz̤         | ⁿz̤ᵝ        |           |         |           |
| orrhang (nazális)        | egyszerű         | m          |                 | n          |            | ɲ         | ŋ       |           |
| orrhang (nazális)        | lehelt           | m̤          | mʋ̤              | n̤          |            |           |         |           |
| pergőhang                | pergőhang        |            |                 | r          |            |           |         |           |
| közelítő                 | közelítő         |            | ʋ               |            |            | j         | w       |           |

### Fülyülő hangok
A sona és más dél- és kelet-afrikai nyelvek fütyülő hangokat tartalmaznak (ezt nem szabad összetéveszteni a fütyülő nyelvvel, mint például az el silbo a kanári-szigeteken).
A sona nyelvben megtalálható ilyen hangok az "sv" és "zv" réshangok, valamint a "tsv" és "dzv" affrikáták.
| Hang | példa          | fordítás                 | megjegyzés                                                                              |
| ---- | -------------- | ------------------------ | --------------------------------------------------------------------------------------- |
| sv   | masvosvobwa    | hullócsillagok           | az „sv” a S͎, jellel reprezentálható, a Nemzetközi fonetikai ábécé kiterjesztése szerint |
| sv   | masvosve       | hangyák                  | az „sv” a S͎, jellel reprezentálható, a Nemzetközi fonetikai ábécé kiterjesztése szerint |
| tsv  | tsvaira        | pásztázás/söprés         | (standard sona)                                                                         |
| svw  | masvavembasvwi | cselszövő                | (sangve, korekore dialektus)                                                            |
| zv   | zvizvuvhutswa' | aranyrögök               | (tsunga, zezuru dialektus)                                                              |
| dzv  | akadzva        | sikertelen volt (valaki) |                                                                                         |
| zvw  | huzvweverere   | érzelmek                 | (gova, korekore dialektus)                                                              |
| nzv  | nzvenga        | kitérni                  | (standard sona)                                                                         |
| zvc  | muzvcazi       | a Tejút                  | dentális kattintások, csak a ngova, karanga dialektusokban                              |
| svc  | chisvcamba     | teknősbéka               | dentális kattintások, csak a ngova, karanga dialektusokban                              |

2006-ban a fütyülő hangok felkeltették az érdeklődést a nyugati közvélemény és a média körében, mivel felmerült a kérdés, hogyan kell kiejteni Morgan Tsvangirai, a zimbabwei Mozgalom a Demokratikus Változásért párt vezetőjének nevét. A BBC a "chang-girr-ayi" /ˈtʃæŋɡɪreɪi/ kiejtést ajánlotta.

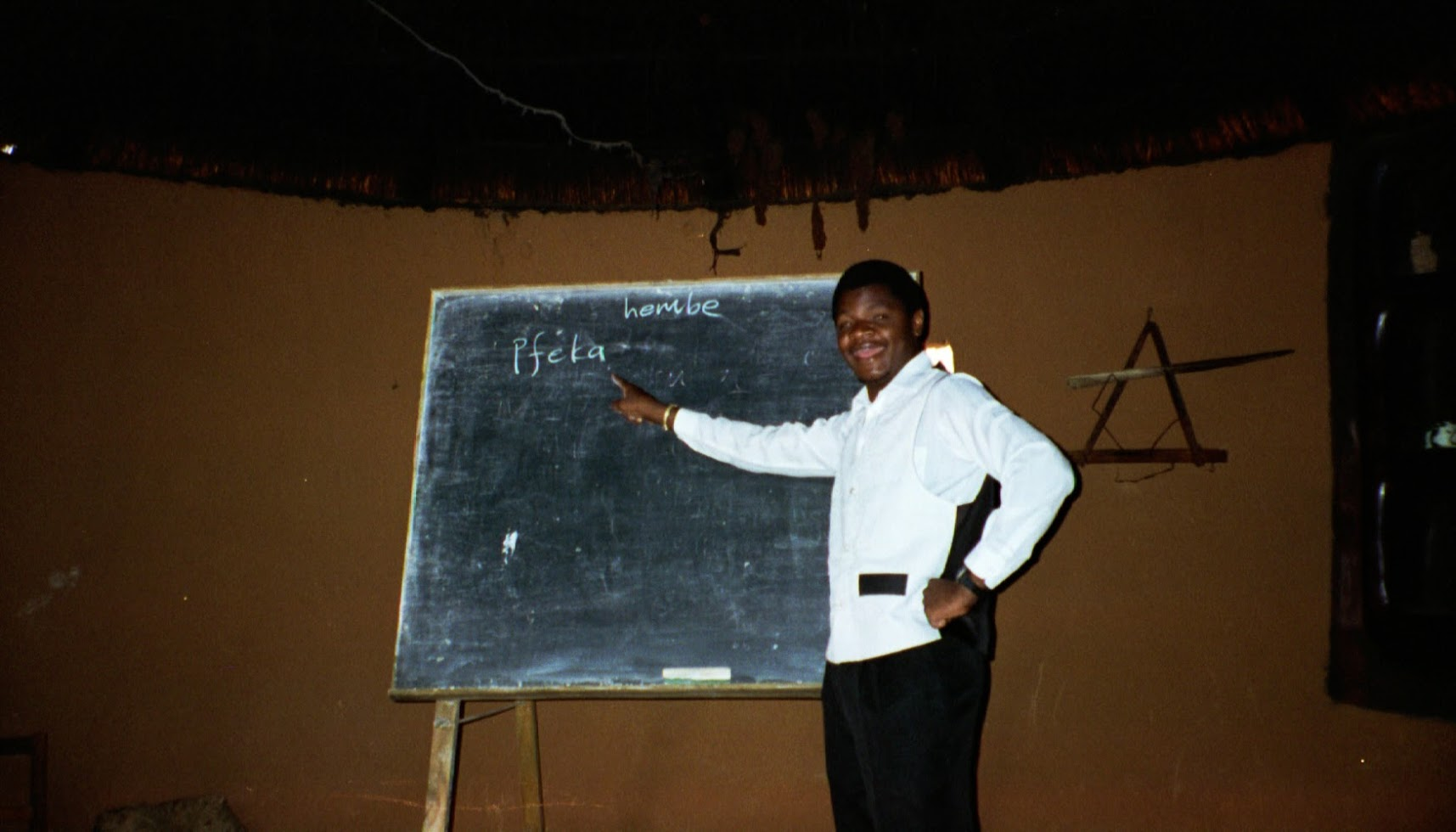
Ignatio Csiyaka ("Iggy") tanár a sona nyelvet oktatja az Egyesült Államok Békehadtestének önkénteseinek a Zimbabwei Zhombe-ban. Az iskolatáblán látható szavak a pfeka ("öltözködöm") és a hembe ("ing").

### Speciális karakterek
Az aposztróf az "n" után használható az angol "ping" szó "-ng"-jéhez hasonló hang létrehozására. Példa erre a n'anga, amely a hagyományos afrikai gyógyítók, vagy boszorkánydoktorok megnevezése Zimbabwében.

## A sona ábécé
- A - a - [a]
- B - ba - [ɓ]
- Bh - bha - [b̤]
- Ch (Č) - cha - [t͡ʃ]
- D - da - [ɗ]
- Dh (Ď) - dha - [d̤]
- E - e - [e]
- F - fa - [f]
- G - ga - [ɡ̤]
- H - ha - [ɦ]
- I - i - [i]
- J - ja - [d͡ʒ̤]
- K - ka - [k]
- M - ma - [m]
- N - na - [n]
- Nh (Ň) - nha - [n̤]
- O - o - [o]
- P - pa - [p]
- R - ra - [r]
- S - sa - [s]
- Sh (Š) - sha - [ʃ]
- T - ta - [t]
- U - u - [u]
- V - va - [ʋ]
- Vh - vha - [v̤]
- W - wa - [w]
- Y - ya - [j]
- Z - za - [z̤]
- Zh (Ž) - zha - [ʒ̤][9]

Az "L", "Q" és "X" betűket nem használják a sona nyelvben, csak jövevényszavakban.

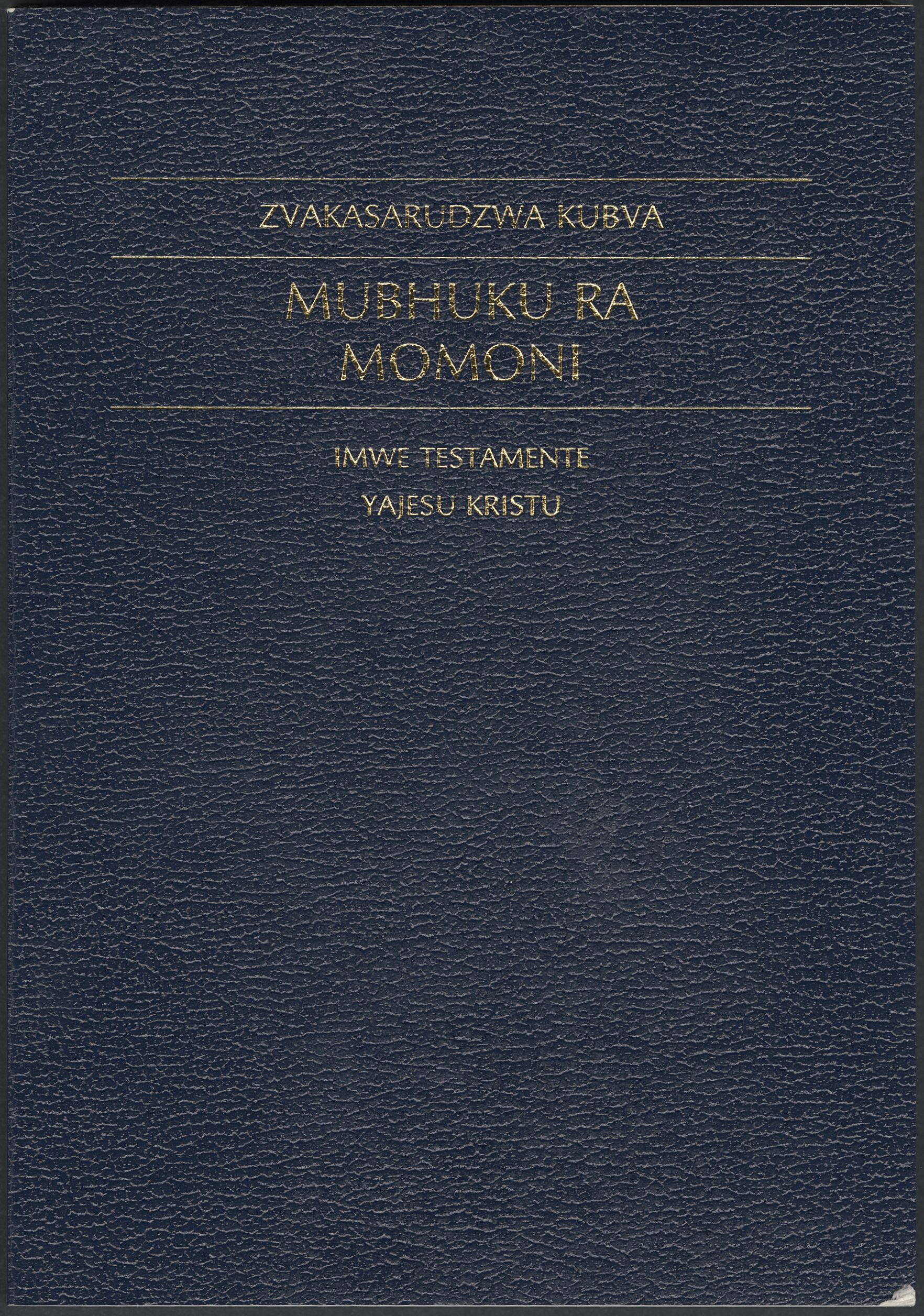
A mormon könyve sona nyelvű kiadása (1988). A könyv címe sona nyelven: Zvakasarudzwa kubva Mubhuku ra Momoni.

### Betűkombinációk
- bv - [b͡v̤]
- dz - [d͡z̤]
- dzv - [d͡z̤ᵝ]
- dy - [d̤ʲg]
- mb - [ᵐb]
- mbw - [ᵐbʷ]
- mh - [m̤]
- mv - [mʋ̤]
- nd - [ⁿd]
- ng - [ŋ]
- nj - [ⁿd͡ʒ̤]
- ny - [ɲ]
- nz - [ⁿz̤]
- nzv - [ⁿz̤ᵝ]
- pf - [p͡f]
- sv - [sᶲ]
- sw - [skʷ]
- ts - [t͡s]
- tsv - [t͡sᶲ]
- ty - [tʲk]
- zv - [z̤ᵝ]

### Régi betűk
1931 és 1955 között az egységes sona irodalmi nyelvet Clement Martyn Doke nyelvész által kifejlesztett ábécével írták. Ide a következő betűk tartoznak:
- ɓ (b "kampóval"),
- ɗ (d kampóval),
- ŋ (n "lábbal"),
- ȿ (s "farokkal"),
- ʋ (v kampóval),
- ɀ (z farokkal).

1955-ben ezeket az alap latin ábécé betűi vagy digráfjai váltották fel. Például ma az ⟨ȿ⟩ helyett a  ⟨sv⟩, a ⟨ɀ⟩ helyett pedig a ⟨zv⟩ használatos.

## Nyelvtan

### Főnévi osztályok (mupanda)
A sona nyelvben található főneveket osztályok szerint (mupanda) csoportosítják a következők alapján:
- 1: Jelentés szerint (zvaanoreva) pl. az 1. és 2. osztályban található szavak egy személyt írnak le: 1: munhu ("személy"), a 2 osztályban pedig a muszikana ("lány") megnevezése szerepel.
- 2: Előtag (csivakaszure) pl. az 1. osztályba tartozó szavak előtagja mu-, a 8. osztály zvi-, 10. osztály dzi-, 11. osztály ru-, stb. Az üres előtagegységek olyan szavakra utalnak, amelyekhez nincs szükség előtagra.
- 3: Egyes és többes számú alakok (Uwandu neuszoma) pl. a 8. osztályban található szavak a 7. osztály többes számai: csikoro: "iskola") - zvikoro: "iskolák").
- 4: Egyezés (Sungawirirano) pl. az 5. osztályba tartozó szavak összhangban vannak a jelző -ri- névmásokkal és módosítókkal: garwe iri ("ez a krokodil"), dombo iri ("ez a kő"), gudo iri ("ez a pávián"); Az iri szó jelentése "ez".

| Névszóosztály | Névszóosztály | Muenzaniso weIzwi (példaszó) | szó felépítése előtag + tő = szó | szó felépítése előtag + tő = szó | fordítás               |
| Névszóosztály | Névszóosztály | Muenzaniso weIzwi (példaszó) | előtag                           | tő                               | fordítás               |
| ------------- | ------------- | ---------------------------- | -------------------------------- | -------------------------------- | ---------------------- |
| 1             | mu            | mukomana                     | mu-                              | -komana                          | fiú                    |
| 1a            | –             | baba                         |                                  | -baba                            | apa                    |
| 2             | va            | vakomana                     | va-                              | -komana                          | fiúk                   |
| 2a            | va            | vasahwira                    | va-                              | -sahwira                         | legjobb barát          |
| 2a            | vana          | vanatezvara                  | vana-                            | -tezvara                         | após                   |
| 2b            | a             | atete                        | a-                               | -tete                            | néni, nagynéni         |
| 3             | mu            | muti                         | mu-                              | -ti                              | fa                     |
| 4             | mi            | miti                         | mi-                              | -ti                              | fák                    |
| 5             | ri            | rize                         | ri-                              | -ze                              | skorpió                |
| 6             | ma            | marize                       | ma-                              | -ze                              | skorpiók               |
| 7             | chi           | chingwa                      | chi-                             | -ngwa                            | kenyér                 |
| 8             | zvi           | zvingwa                      | zvi-                             | -ngwa                            | kenyér                 |
| 9             | i             | imba                         | i-                               | -mba                             | ház                    |
| 10            | dzi           | dzimba                       | dzi-                             | -mba                             | házak                  |
| 11            | ru            | rwizi                        | ru-                              | -izi                             | folyó                  |
| 12            | ka            | kambwa                       | ka-                              | -mbwa                            | az a kiskutya          |
| 13            | tu            | tumbwa                       | tu-                              | -mbwa                            | azok a kis kutyák      |
| 14            | u             | upfu                         | u-                               | -pfu                             | lisztes étel           |
| 15            | ku            | kuenda                       | ku-                              | -enda                            | menni                  |
| 16            | pa            | pamba                        | pa-                              | -mba                             | lakóhely (angol: home) |
| 17            | ku            | kumusha                      | ku-                              | -musha                           | vidéki lakóhely        |
| 17a           | –             | zasi                         |                                  | -zasi                            | valami alatt           |
| 18            | mu            | mumunda                      | mu-                              | -munda                           | a farmon               |
| 19            | svi           | svimbudzi                    | svi-                             | -mbudzi                          | kecske                 |
| 21            | zi            | zigomana                     | zi-                              | -gomana                          | nagyfiú                |

## Szójegyzék
| magyar      | sona                     | megjegyzés              |
| ----------- | ------------------------ | ----------------------- |
| ember       | munhu, t.sz: vanhu       | "nh" = feszített "n"    |
| férfi       | murume, t.sz: varume     |                         |
| nő          | mukadzi, t.sz.: vakadze  |                         |
| gyerek      | mwana, t.sz: vana        | kis gyermek: "nana"     |
| lány        | musikana, t.sz: vasikana |                         |
| fiú         | ukomana, t.sz: mukomana  |                         |
| víz         | mvura                    |                         |
| kenyér      | chingwa, t.sz: zvingwa   |                         |
| hal         | hove                     |                         |
| hús         | nyama                    |                         |
| gyümölcs    | muchero, t.sz.: michero  |                         |
| elefánt     | nzou, t.sz: zhou         | "zh" mint a francia "j" |
| majom       | soko, t.sz: shoko        |                         |
| oroszlán    | shumba, t.sz.: shumba    |                         |
| busz        | bhasi, t.sz: mabhasi     |                         |
| ház         | imba, t.sz: dzimba       |                         |
| falu        | musha, t.sz: musha       |                         |
| pénz        | mari                     |                         |
| drága       | zvinodhura               |                         |
| hol ?       | kupi                     |                         |
| mikor ?     | rini                     |                         |
| hogyan ?    | sei / nei                |                         |
| miért ?     | sei                      |                         |
| mennyi ?    | i marii                  |                         |
| sok         | -zhinji                  |                         |
| mennyi      | -ngani                   |                         |
| több        | rimwe                    |                         |
| 1           | potsi                    |                         |
| 2           | piri                     |                         |
| 3           | tatu                     |                         |
| 4           | ina                      |                         |
| 5           | shanu                    |                         |
| 6           | tanhatu                  |                         |
| 7           | nomwe                    |                         |
| 8           | tsere                    |                         |
| 9           | pfumbamwe                |                         |
| 10          | gumi                     |                         |
| Jó reggelt! | mangwanani               |                         |
| Jó napot!   | masikati                 |                         |
| Jó estét!   | manheru                  |                         |
| Viszlát!    | chisarai zvakanaka       |                         |
| kérem       | ndapota                  |                         |
| Elnézést!   | pamusoroi                |                         |
| köszönöm    | ndatenda / mazvita       | "zv" egyetlen hang      |

## Példaszöveg
Az emberi jogok egyetemes nyilatkozatából.
Sona nyelven: "Vanhu vese vanoberekwa vakasununguka uyewo vakaenzana pahunhu nekodzero dzavo. Vanhu vese vanechipo chokufunga nekuziva chakaipa nechakanaka saka vanofanira kubatana nomweya wohusahwira."
Magyarul: "Minden emberi lény szabadon születik és egyenlő méltósága és joga van. Az emberek, ésszel és lelkiismerettel bírván, egymással szemben testvéri szellemben kell hogy viseltessenek."

## Fordítás
- Ez a szócikk részben vagy egészben  a   Shona language című angol Wikipédia-szócikk fordításán alapul.  Az eredeti cikk szerkesztőit annak laptörténete sorolja fel. Ez a jelzés csupán a megfogalmazás eredetét és a szerzői jogokat jelzi, nem szolgál a cikkben szereplő információk forrásmegjelöléseként.

### Angol
- Biehler, E. (1950) A Shona dictionary with an outline Shona grammar. The Jesuit Fathers.
- Sigmund Brauner (1995) A grammatical sketch of Shona: including historical notes. Köln: Rüdiger Koppe.
- Hazel Carter (1986) Kuverenga Chishóna: an introductory shona reader with grammatical sketch (2 kiadás). London: SOAS.
- Clement Martyn Doke (1931) Report on the unification of the Shona dialects. Stephen Austin Sons.
- George Fortune (1985) Shona Grammatical Constructions Vol 1. Mercury Press.
- David Mutasa (1996) The problems of standardizing spoken dialects: the Shona experience. Language Matters, 27, 79.
- D. Dale:
  - Basic English – Shona dictionary. Afro Asiatic Languages Edition, 2000. szeptember 5.
  - Duramazwi: A Shona – English Dictionary. Afro Asiatic Languages Edition, 2000. szeptember 5.

### Francia
- Michel Lafon: Le shona et les shonas du Zimbabwe. Harmattan, Párizs, 1995.

### Magyar
- Fodor István: A világ nyelvei és nyelvcsaládjai. Tinta Könyvkiadó, Budapest, 2003.